# شب عید
شب عید یک مجموعه تلویزیونی ایرانی به کارگردانی سعید آقاخانی و تهیه‌کنندگی سید کمال طباطبایی و جواد فرحانی است که در سال ۱۳۹۶ تولید شده‌است. این سریال از ۳۰ تیر تا ۵ مرداد ۱۳۹۷ هر شب از شبکه یک سیما پخش شد.

## خلاصه داستان
داستان خانواده‌هایی را روایت می‌کند که برای تفریح در ایام نوروز به شهر مشهد سفر می‌کنند؛ اما در این میان ماجراهای جالبی برای آن‌ها رخ می‌دهد و به گونه‌ای داستان این خانواده‌ها در قسمتی از فیلم به یکدیگر مرتبط می‌شود. فیلمبرداری این فیلم در مشهد بود.

## بازیگران
| بازیگر            | نقش        | توضیحات                  |
| ----------------- | ---------- | ------------------------ |
| علی عامل هاشمی    | رضا        | نقش‌اصلی، راننده سرویس ون |
| حمید لولایی       | آقای سیفی  | مسافران مازندرانی        |
| مرجانه گلچین      | ناهید      | مسافران مازندرانی        |
| نعیمه نظام‌دوست    | پوران      | مسافران یزدی             |
| سروش جمشیدی       | بشیر       | مسافران یزدی             |
| حسین محب‌اهری      | آقای کمالی | مسافران مازندرانی        |
| افسانه ناصری      | زیور       | مسافران مازندرانی        |
| زهره صفوی         | مامان‌باتی  | مادر‌بزرگ                 |
| دریا مقبلی        | نرگس       | مهماندار هتل             |
| ابوالفضل قاسمی    |            |                          |
| محمد کیانی        | دایی       | دایی رضا                 |
| ندا کوهی          | رضوان      | مهماندار هتل             |
| زهره مرادی        | مامان      | مادر رضا                 |
| شیما هاشمی        | راضیه      | خواهر رضا                |
| علی اصغر محمدزاده |            |                          |